# Equéstrato
En la mitología griega, Equéstrato (griego antiguo Ἐχέστρατος, Ekhéstratos) fue un rey legendario de Esparta.
Era hijo de Agis I, nieto de Eurístenes, y pertenecía a la dinastía real de los Agíadas. Le sucedió su hijo Leobates.